# Kathedrale von Nottingham

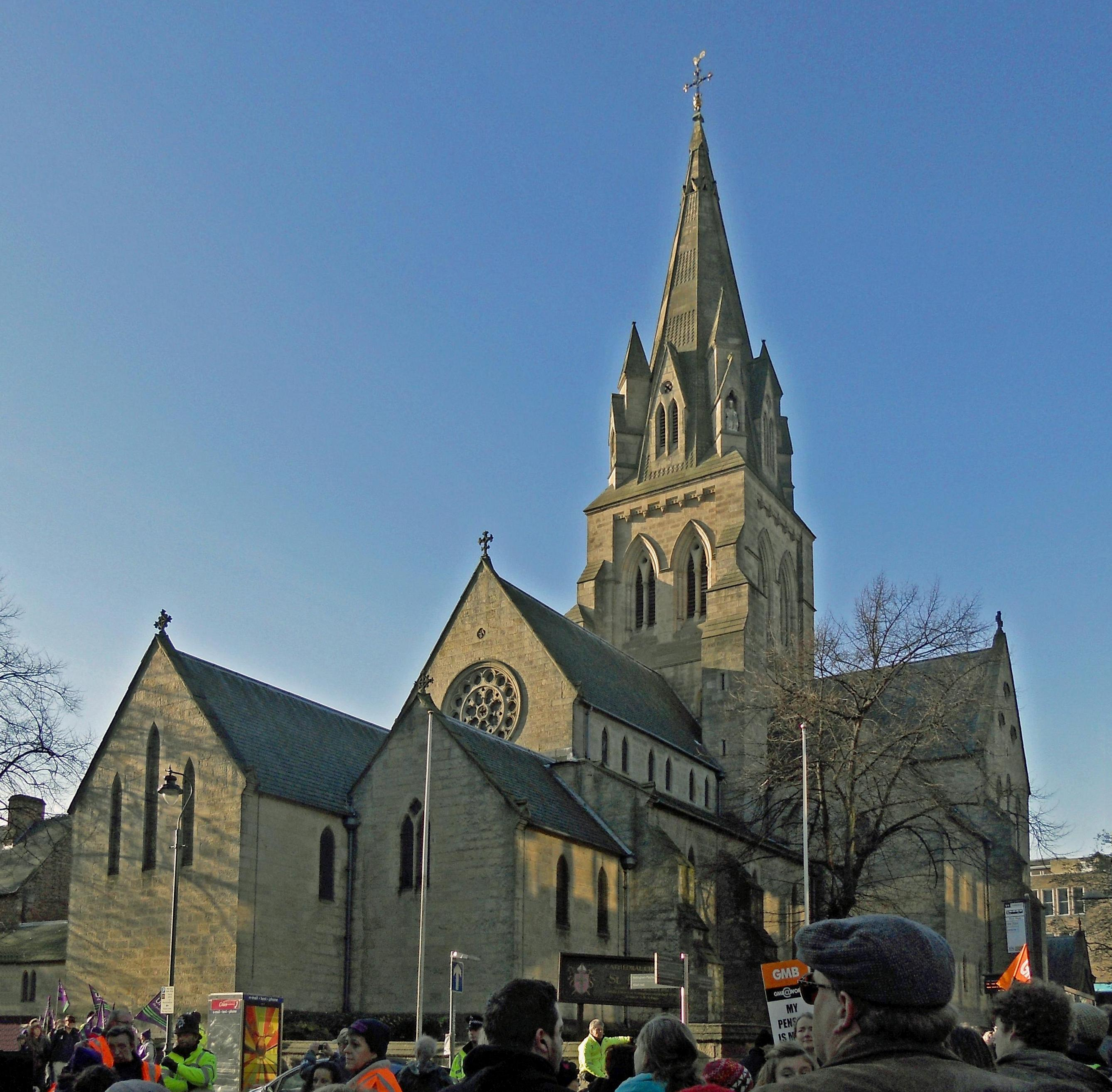
Kathedrale von Nottingham

Die Kathedrale von Nottingham (Cathedral Church of St. Barnabas) in der mittelenglischen Stadt Nottingham ist die Bischofskirche des römisch-katholischen Bistums Nottingham. Sie wurde 1841–1844 nach Plänen von Augustus Welby Northmore Pugin als neugotische Basilika erbaut.

## Geschichte
Das Bistum Nottingham wurde 1850 im Zuge der Wiederherstellung der katholischen Hierarchie in England gegründet. Im Blick darauf war 1841 mit dem Bau der künftigen Kathedrale begonnen worden, die zugleich eine ältere Pfarrkirche an der George Street ersetzte. Sie wurde am 31. August 1844 geweiht. Hauptförderer des Baus war der Earl of Shrewsbury John Talbot, der auch A.W.N. Pugin mit dem Architekturentwurf beauftragte.
Verschiedene bauliche Veränderungen bis hin zur jüngsten Restaurierung um 1990 gaben der Kathedrale ihr heutiges Aussehen.

## Architektur und Ausstattung
Die dreischiffige, kreuzförmige Basilika wirkt äußerlich vor allem durch ihren quadratischen Vierungsturm mit hohem Spitzhelm und Ecktürmchen. Im Inneren ist unter dem offenen hölzernen Dachstuhl die Architekturgliederung durch eine helle Fassung mit sparsamen Farbakzenten betont. Darin zeichnen sich das Triumphkreuz im Chorbogen und weitere Skulpturen und Wandbilder aus der Erbauungszeit wirkungsvoll ab. Die von Pugin intendierte starkfarbige und goldglänzende Gestaltung des Gesamtraums zeigt vollständig nur die Sakramentskapelle.

## Orgel

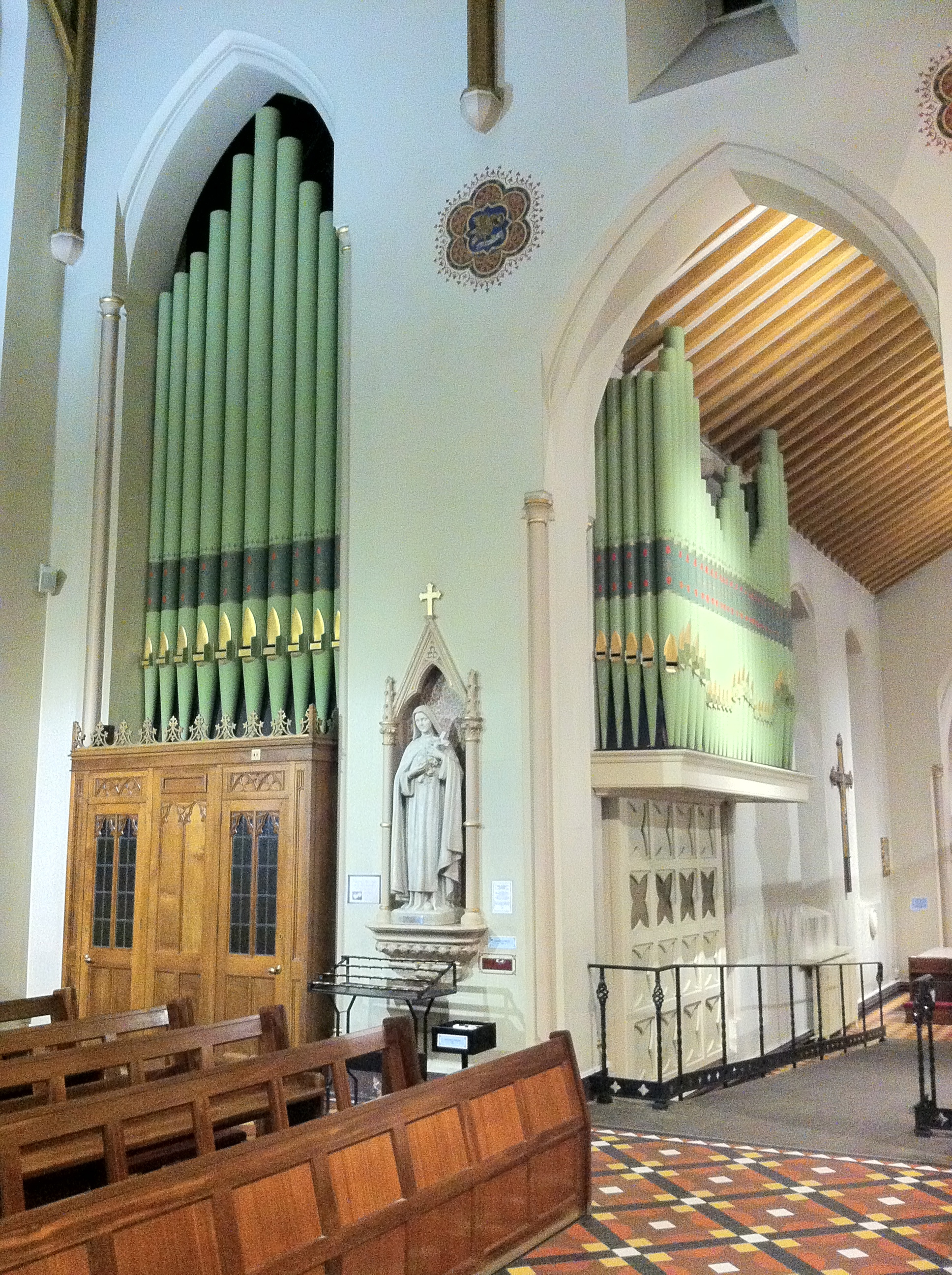
Blick auf die Orgel

Die Orgel wurde 1913 von den Orgelbauern Norman & Beard erbaut. Das Instrument hat 43 Register auf drei Manualen und Pedal.
| I Choir Organ C–c4 |        |
| Claribel Flute     | 8′     |
| Viola da Gamba     | 8′     |
| Flute              | 4′     |
| Harmonic Piccolo   | 2′     |
| Tierce             | 1 3⁄5′ |
| Quartane II        |        |
| Clarinet           | 8′     |
| Tromba             | 8′     |
| Clarion            | 4′     |
| Tremulant          |        |

| II Great Organ C–c4 |       |
| Double Diapason     | 16′   |
| Open Diapason Nr. 1 | 8′    |
| Open Diapason Nr. 2 | 8′    |
| Hohl Flute          | 8′    |
| Kleinflöte          | 8′    |
| Principal           | 4′    |
| Spindle Flute       | 4′    |
| Twelfth             | 2 ⁄3′ |
| Fifteenth           | 2′    |
| Mixture III         |       |
| Tromba              | 8′    |
| Clarion             | 4′    |

| III Swell Organ C–c4 |     |
| Lieblich Bourdun     | 16′ |
| Open Diapason        | 8′  |
| Rohr Flute           | 8′  |
| Viol d’Orchestre     | 8′  |
| Viol Celeste         | 8′  |
| Principal            | 4′  |
| Fifteenth            | 2′  |
| Mixture III          |     |
| Bassoon              | 16′ |
| Cornopean            | 8′  |
| Tremulant            |     |

| Pedal Organ C–g1 |     |
| Open Diapason    | 16′ |
| Violone          | 16′ |
| Bourdon          | 16′ |
| Principal        | 8′  |
| Violoncello      | 8′  |
| Bass Flute       | 8′  |
| Fifteenth        | 4′  |
| Octave Flute     | 4′  |
| Contra Trombone  | 32′ |
| Trombone         | 16′ |
| Tromba           | 8′  |
| Clarion          | 4′  |

- Koppeln I/II, III/II, I/P, II/P, III/P